# モンテ・クリスト伯 (映画)
『モンテ・クリスト伯』（モンテ・クリストはく、原題：The Count of Monte Cristo）は、2002年のイギリス・アイルランド・アメリカ製作の映画である。原作はアレクサンドル・デュマ・ペールの『モンテ・クリスト伯』。ただし、ストーリーや人物設定などに大幅な変更や脚色がある。

## ストーリー
マルセイユの一等航海士エドモン・ダンテスは、船長の病のためナポレオン・ボナパルトの流刑地エルバ島に立ち寄る。そこでナポレオンから、「私的な手紙」を「友人」のクラリオンという人物に届けて欲しいと依頼され、エドモンは承諾した。
帰港後、手柄を認められて船長に昇格し、また恋人メルセデスとの結婚の準備を進め、幸せの絶頂にあったエドモンだったが、メルセデスとの結婚式の最中、突然わけもわからず逮捕されてしまう。罪は反逆罪。エドモンの出世を妬む会計ダングラールと、エドモンの幸せを妬む航海士のフェルナン・モンデーゴが、ナポレオンの手紙のことを密告したのだ。そして、その手紙とは私的な手紙などではなく、ほかならぬエルバ島脱出計画の密書だったのだ。取調べで検事代理のヴィルフォールは、エドモンが無学で手紙が読めず、正直者だと知り、無罪放免するかに見えた。しかし、宛先がクラリオン氏と知ると態度を一変させ、手紙を燃やした上で、エドモンをイフ城に投獄した。実は、このクラリオンこそヴィルフォールの父であり、ヴィルフォールは自らの保身のために証拠隠滅を謀ったのだ。
こうして全てを奪われ、イフ城で無益な時間を過ごしていたエドモンだったが、ある時、トンネルを掘って脱獄を企てるファリア司祭に出会った。そして、エドモンはトンネル作りを手伝い、その合間に神父から様々な学問や剣術を学ぶこととなった。トンネルは開通間近になって崩れ、その下敷きになった司祭は死んでしまうが、いまわの際にモンテ・クリスト島に眠る財産のありかをエドモンに言い残した。エドモンは、神父の死体と入れ替わり、自分を陥れた者たちへの復讐を胸に、脱獄に成功する。投獄されてから14年もの月日が流れていた。密貿易商人としばらく行動を共にした後、モンテクリスト島の莫大な財産を手に入れて、屋敷を買い、「モンテ・クリスト伯」を名乗り、社交界に華々しくデビューしたエドモン。エドモンの復讐の計画が幕を開けた……。

## キャスト
| 役名                                    | 俳優                     | 日本語吹替 |
| --------------------------------------- | ------------------------ | ---------- |
| エドモン・ダンテス / モンテ・クリスト伯 | ジム・カヴィーゼル       | 大塚明夫   |
| フェルナン・モンデーゴ                  | ガイ・ピアース           | 森田順平   |
| メルセデス                              | ダグマーラ・ドミンスク   | 田中敦子   |
| ファリア司祭                            | リチャード・ハリス       | 大木民夫   |
| ヤコボ                                  | ルイス・ガスマン         | 楠見尚己   |
| J・F・ヴィルフォール                    | ジェームズ・フレイン     | 真殿光昭   |
| クラリオン・ヴィルフォール              | フレディ・ジョーンズ     | 穂積隆信   |
| ダンテスの父                            | バリー・キャシン         | 北村弘一   |
| ルイジ・ヴァンパ                        | J・B・ブランク           | 樫井笙人   |
| モレール                                | パトリック・ゴッドフリー | 塚田正昭   |
| ナポレオン・ボナパルト                  | アレックス・ノートン     | 星野充昭   |
| アーマンド・ドルレアック                | マイケル・ウィンコット   |            |
| アルベール・モンデーゴ                  | ヘンリー・カヴィル       |            |

- その他の声の吹き替え：小形満／小野塚貴志／江川大輔／清水敏孝／奥田啓人／青木誠／よのひかり